# Kortstjärtad timalia
Kortstjärtad timalia (Pellorneum malaccense) är en fågel i familjen marktimalior inom ordningen tättingar.

## Utseende
Kortstjärtad timalia är en 13,5–15,5 cm lång, kortstjärtad timalia, i stort en mindre version av rostgumpad timalia. Den är ockrabrun hjässa, med ljusare nacke, mantel och rygg. Övergumpen är rostfärgad och vingovansidan brun. Näbben är relativt tunn och den mycket korta stjärten hålls rest. På huvudet syns gråaktiga örontäckare och ett svartaktigt mustaschstreck. Palawantimalian är mycket lik, men deras utbredningsområden överlappar inte. Rostgumpad timalia är större samt har längre stjärt och tjockare näbb.

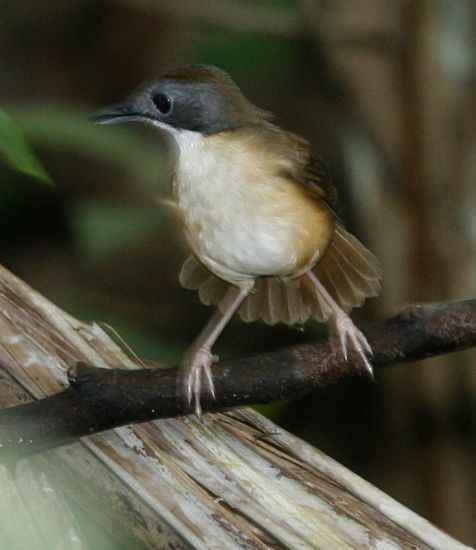

## Utbredning och systematik
Kortstjärtad timalia delas in i tre underarter med följande utbredning:
- Pellorneum malaccense malaccense – Malackahalvön, Sumatra med närliggande öar samt Anambas- och Natunasöarna
- Pellorneum malaccense saturatum – västra och centrala Borneo (Sarawak samt västra och centrala Kalimantan) samt Bangka- och Belitungöarna
- Pellorneum malaccense poliogene – östra Borneo (Brunei, Sabah och östra Kalimantan)

### Släktestillhörighet
Kortstjärtad timalia med släktingar placerades tidigare i släktet Malacocincla eller Trichastoma. Den förs dock oftast numera till Pellorneum efter DNA-studier.

## Levnadssätt
Kortstjärtad timalia hittas i fuktiga låglänta skogar upp till 1000 meters höjd, men även i ungskog, buskmarker och igenväxta gummiplantage. Den ses vanligen enstaka eller i par, födosökande efter insekter på eller precis ovan mark. Arten häckar februari–september. I det prydligt skålformade boet av småkvistar, rötter eller löv lägger den två till tre ägg.

## Status
Kortstjärtad timalia tros minska relativt kraftigt i antal på grund av habitatförstörelse. Internationella naturvårdsunionen IUCN listar därför arten som nära hotad.